# Bosselaerius daoxianensis
Espèce
Synonymes
- Phrurolithus daoxianensis Yin, Peng, Gong & Kim, 1997

Bosselaerius daoxianensis est une espèce d'araignées aranéomorphes de la famille des Phrurolithidae.

## Distribution
Cette espèce est endémique du Hunan en Chine,. Elle se rencontre dans le xian de Dao.

## Description
Le mâle holotype mesure 2,50 mm.

## Étymologie
Son nom d'espèce, composé de daoxian et du suffixe latin -ensis, « qui vit dans, qui habite », lui a été donné en référence au lieu de sa découverte, le xian de Dao.

## Publication originale
- Yin, Peng, Gong & Kim, 1997 : Three new species of the genus Phrurolithus (Araneae: Liocranidae) from China. Korean Arachnology, vol. 13, no 1, p. 25-30.